# C - et Hjørne af Sjælland
C - et Hjørne af Sjælland er en turistfilm fra 1938 instrueret af Theodor Christensen og Karl Roos efter manuskript af Theodor Christensen.

## Handling
Gennem et ungt pars tur i Holbæk Amt oplever man, hvilke turistattraktioner her er.